# Micrurus diana
Micrurus diana este o specie de șerpi din genul Micrurus, familia Elapidae, descrisă de Roze 1983. Conform Catalogue of Life specia Micrurus diana nu are subspecii cunoscute.